# Lophophanes dichrous
Lophophanes dichrous là một loài chim trong họ Paridae.